# Радоје Радосављевић
Радоје Радосављевић (Обреновац, 1961) српски је књижевник. Завршио је Факултет политичких наука. Новинар је у листу „Термоелектране Никола Тесла“. Члан је Удружења књижевника Србије од 1997. године. Живи у Мислођину код Обреновца.
Објавио је књиге: Нешто сасвим лично — песме (1994), Мецена са златним штапом — песме (1995), Привикавање на Јунга — песме (1996), Лавеж за караваном — сатиричне песме (1998), Ђаволов реп — хумореске (1999), Провидна соба — кратке приче (2001), Упутство за савршен лет — изабране и нове песме (2003) (на ЦД-у), Нестваран живот Николе Тесле — монодрама (2005), Гомила душа — најкраће приче (2009), "Недопричано" - изабране и нове приче (2016), "Бомба у глави" - црна комедија у два чина (2017), "На точковима" - комедија о тужном крају двадесетог века (2018), "Црвена хаљина" - две породичне драме (2019),"Кућа Илића" - драма о нестајању једне уметничке породице (2021), "Преферанс са раскраљем" - драма о краљевској љубави и мржњи (2022), "Потпредседник Републике" - дуодраме (2023), "Стопе, стопала" - хаику (2025).
За драме "На точковима" и "Кућа Илића" добио је награду "Слободан Стојановић" (2017. и 2020. године).